# Santa Cruz Huitziltepec
La localidad de Santa Cruz Huitziltepec es una junta auxiliar que pertenece al municipio de Molcaxac, Puebla. Para llegar a la comunidad es necesario tomar la carretera estatal Cuapiaxtla-Ixcaquixtla y desviarse en el entronque donde está la parada de "El cerrito" el cual se encuentra después de pasar la localidad de Santa Clara Huitziltepec y antes de Molcaxac.
Es considerada como una comunidad indígena por las costumbres,  tradiciones que aun se practican y porque aun hay personas que hablan el idioma náhuatl como segunda lengua aunque todas las personas hablen el español y en algunos aspectos se usa el sistema de usos y costumbres además recientemente se creó un consejo de ancianos que se constituyó bajo la forma de asociación civil quienes buscan recuperar las costumbres y tradiciones de la comunidad así como para dar a conocer las artesanías que se elaboran en la comunidad con el fin de ampliar su mercado y de esta manera fomentar su elaboración entre las personas jóvenes. 

## Forma de gobierno
Se integra por un presidente y cuatro regidores electos popularmente por los habitantes de la comunidad, por un periodo de 3 años; designándose en plebiscito el cuarto domingo del mes de enero del año que corresponda, para tomar posesión el segundo domingo del mes de febrero del mismo año. Los miembros de la Junta Auxiliar otorgarán la protesta de Ley ante el presidente municipal respectivo o su representante.

## Toponimia
La palabra Huiziltepec es de origen del nahuatl huitzil: colibrí, tépetl: cerro,  que quiere decir "el cerro del colibrí". 

## Historia
Según las leyendas, la comunidad cambió de ubicación pues debido a las lluvias eran frecuentes las inundaciones, por ello sus antepasados buscaron un lugar más adecuado para vivir y se establecieron donde hoy.

## Economía
Las actividades económicas son:
La agricultura sembrando maíz, frijol, sorgo y calabaza y la ganadería intensiva y extensiva.
Los artesanos elaboran artesanías de palma principalmente cinta y tenates, entre otros.
Además se han creado recientemente algunas pymes de confección de ropa y elaboración de calzado.

## Religión
Santa Cruz Huitziltepec se considera una localidad de católicos ya que 75 % de la población pertenecen a esa religión, otra parte de la población son evangélicos de denominación pentecostal siendo esta la segunda religión con más influencia en la localidad y algunas otras religiones minoritarias.

## Fiestas y ferias
En la comunidad la fiesta más popular es la celebración del carnaval donde salen los huehues con sus trajes a bailar por las calles del día domingo al día martes antes del Miércoles de Ceniza.
Se realizan además dos ferias.
Feria del 3 de mayo: En honor a la Santa Cruz
Feria del 14 de septiembre En honor al Señor de las Misericordias
Celebración del día de los muertos.
Posadas navideñas Que empiezan a partir del 30 de noviembre y terminan el 24 de diciembre

## Cronología de Presidentes Auxiliares
| Presidente Auxiliar Municipal      | Periodo | Periodo |
| ---------------------------------- | ------- | ------- |
| Presidente Auxiliar Municipal      | Inicio  | Término |
| C. Rosario Torres Campos           | 1987    | 1987    |
| C. Vicente Ortega Dominguez        | 1987    | 1990    |
| Mtro. Juan Benito Illescas Sánchez | 1990    | 1990    |
| C. Juan Ortiz Carrasco             | 1990    | 1993    |
| C. Dolores Márquez Ávalos          | 1993    | 1996    |
| C. Próspero Palacios Suárez        | 1996    | 1999    |
| C. David Víctor Flores Ortiz       | 1999    | 2002    |
| C. Ricardo Meza Palacios           | 2002    | 2005    |
| C. Irioneo Apolinar Oropeza L.     | 2005    | 2008    |
| Ing. Cornelio Vidal Carrasco       | 2008    | 2011    |
| Mtro. Salomón David Illescas M.    | 2011    | 2014    |
| C. Pablo Torres Ortiz              | 2014    | 2019    |
| Cornelio Vidal Carrasco            | 2019    | 2021    |
| C. David Flores Martínez           | 2021    | 2022    |
| C. Juan Alberto Vázquez Torres     | 2022    | 2025    |

## Lugares de interés
Se puede observar cerca del centro de la comunidad la antigua estación del tren.
Una presa entre los límites de Santa Cruz Huitziltepec y San Andrés Mimiahuapan. 
Además en la cima del cerro Campaña podemos encontrar una capilla construida recientemente por los pobladores. 